# Emil Höring
Emil Höring, född 1 december 1890 i Westheim, död 6 februari 1976 i Würzburg, var en tysk officer och SS-Gruppenführer.

## Biografi
Höring stred i första världskriget och blev flerfaldigt dekorerad. Efter kriget tjänstgjorde han i bayerska Landespolizei, där han uppnådde majors grad. År 1935 ingick Höring i Tredje rikets Gendarmerie. Han inträdde 1937 i NSDAP. I samband med Anschluss, Tysklands annektering av Österrike, 1938 tjänstgjorde han i polisen i Salzburg. I december 1938 utnämndes Höring till Inspektör för Ordnungspolizei (Inspekteur der Ordnungspolizei, IdO) i Reichenberg i Reichsgau Sudetenland.

### Andra världskriget
Den 1 september 1939 anföll Tyskland Polen och den 26 oktober inrättades Generalguvernementet, den del av Polen som inte inlemmades i Tyska riket. För en kort tid var Höring befälhavare för Ordnungspolizei (Befehlshaber der Ordnungspolizei, BdO) i Generalguvernementet, innan han i december 1939 utsågs till BdO i Dresden. Från 1942 till 1943 var Höring BdO i Oslo och år 1944 ånyo BdO i Generalguvernementet.

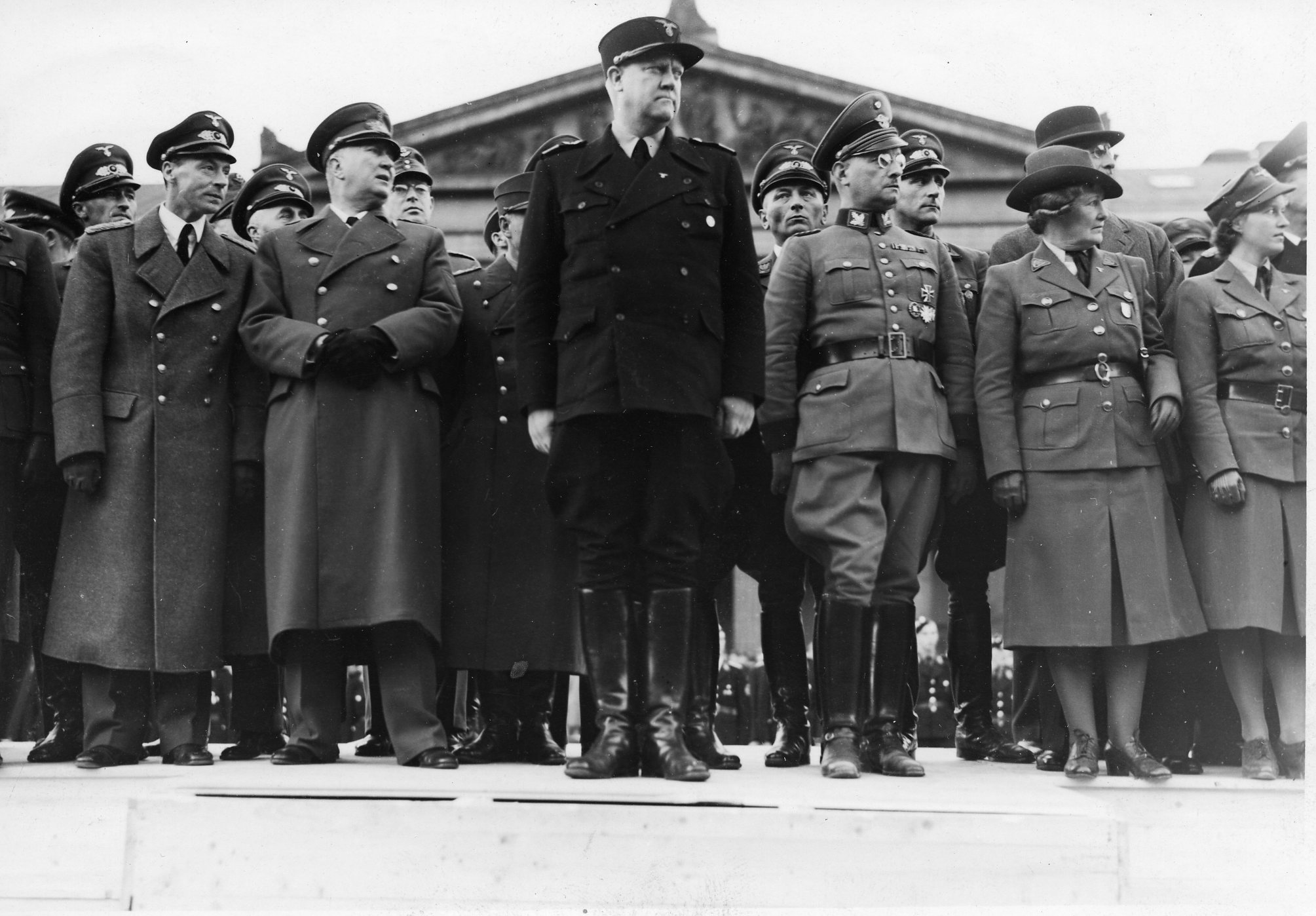
Emil Höring som Befehlshaber der Ordnungspolizei (BdO), till höger om Vidkun Quisling (i svart), i Oslo 1942.

## Befordringar i SS
- Standartenführer: 20 april 1939
- Oberführer: 20 april 1940
- Brigadeführer och generalmajor i polisen: 9 november 1941
- Gruppenführer och generallöjtnant i polisen: 27 augusti 1943

### Webbkällor
- ”Emil Höring” (på polska). Druga Wojna Światowa. Waldemar Sadaj. Arkiverad från originalet den 31 juli 2013. https://www.webcitation.org/6IWN21cuu?url=http://www.dws-xip.pl/reich/biografie/lista2/337746.html. Läst 31 juli 2013.